# Langusztin
A langusztin vagy királyhomár (Nephrops norvegicus) a közönséges homár közeli rokona, de lényegesen kisebb és karcsúbb, hosszú, keskeny karmokkal és a narancs- és csontszínű héjával. Nagyobb rokonától eltérően lágy iszap- és homokfenéken él Izlandtól és az Északi-foktól Marokkóig, és behatol a Földközi-tengerbe, valamint a Skagerrakba és a Kattegatba. Általában 30–40 méteres mélységben található meg, 400 méterig. 
Svédország nyugati partján gyakran eszik az éves ünnepi rákpartikon az édesvízi rákkal együtt. A langusztin enyhébb, édes-sós ízű, mint a többi kisebb rák. Mindig ketreces horgászaton halásszák, de a ketrecekben tenyésztés is gyakran előfordul, és nagyobb méretű lesz.
A hímek hossza elérhet 25 centit, a nőstényeké 17 centit. A nőstények 8-10 centiméteres hosszúságukban válnak ivaréretté.
Az étrend különféle kis gerinctelen állatokból áll. A petéket nyáron vagy ősszel megnedvesítik, és a nőstény a következő tavaszig a fészekben marad, ameddig a tojások kikelnek. A lárvák kezdetben más planktonok között élnek, és 3-7 hét után elbújnak a puha tengerfenekén.

## Fordítás
Ez a szócikk részben vagy egészben  a   Havskräfta című svéd Wikipédia-szócikk ezen változatának fordításán alapul.  Az eredeti cikk szerkesztőit annak laptörténete sorolja fel. Ez a jelzés csupán a megfogalmazás eredetét és a szerzői jogokat jelzi, nem szolgál a cikkben szereplő információk forrásmegjelöléseként.